# Husks
Husks è un cortometraggio muto del 1916 diretto da William Humphrey.

## Produzione
Il film fu prodotto dalla Vitagraph Company of America (come Broadway Star Features).

## Distribuzione
Distribuito dalla General Film Company, il film - un cortometraggio in tre bobine - uscì nelle sale cinematografiche statunitensi l'11 marzo 1916.